# Herlisberg

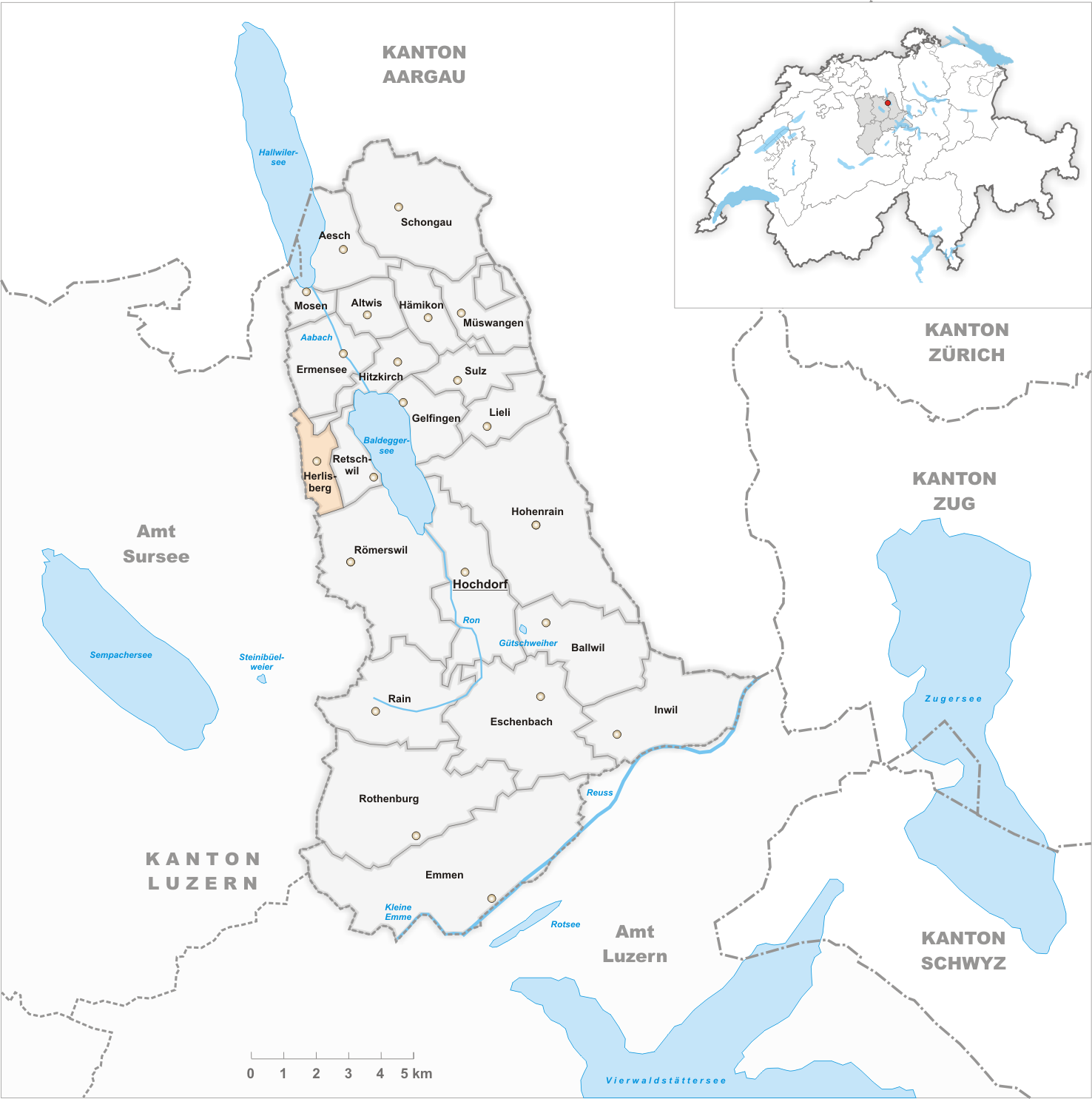
Gemeindestand vor der Fusion am 1. Januar 2005

Herlisberg war eine selbständige politische Gemeinde im Wahlkreis Hochdorf, Kanton Luzern, Schweiz. 2005 fusionierte Herlisberg zur Gemeinde Römerswil.

## Persönlichkeiten
- Christine Gilli-Brügger (* 1956), Skilangläuferin